# Uściszowice
Uściszowice (dawn. Mściszowice) – wieś w Polsce położona w województwie świętokrzyskim, w powiecie kazimierskim, w gminie Bejsce.
| SIMC    | Nazwa        | Rodzaj    |
| ------- | ------------ | --------- |
| 0227459 | Legatka      | część wsi |
| 0227465 | Parcelacja   | część wsi |
| 0227471 | Podstawie    | część wsi |
| 0227488 | Przedmieście | część wsi |

W latach 1975–1998 miejscowość administracyjnie należała do województwa kieleckiego.